# Abgaskessel

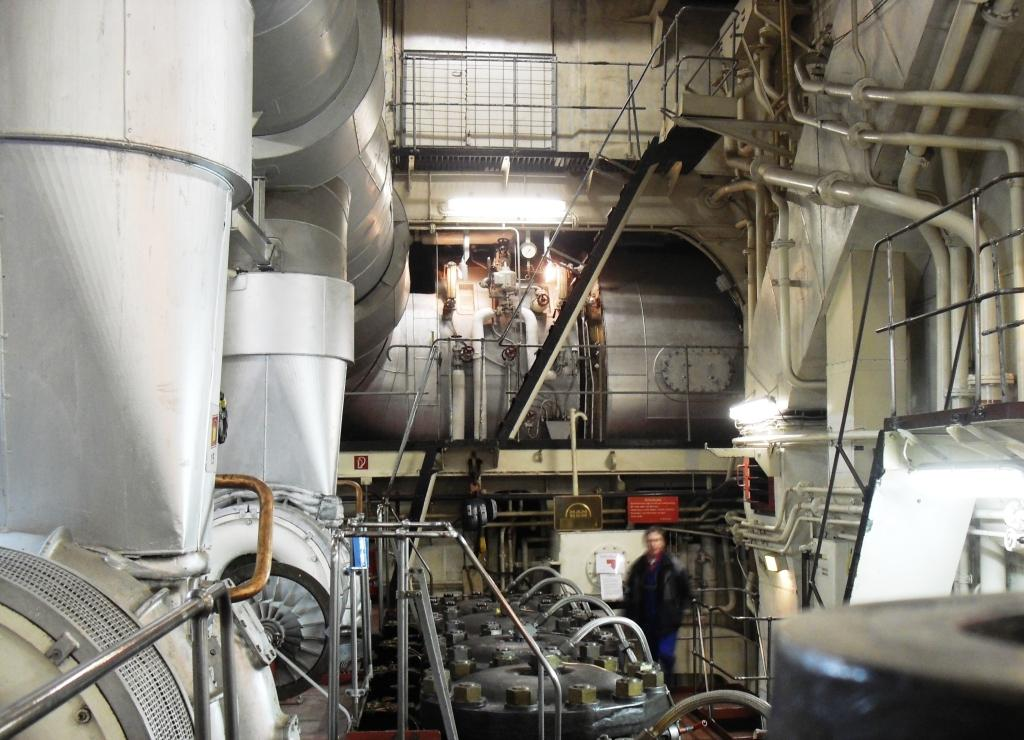
Blick auf einen Abgaskessel

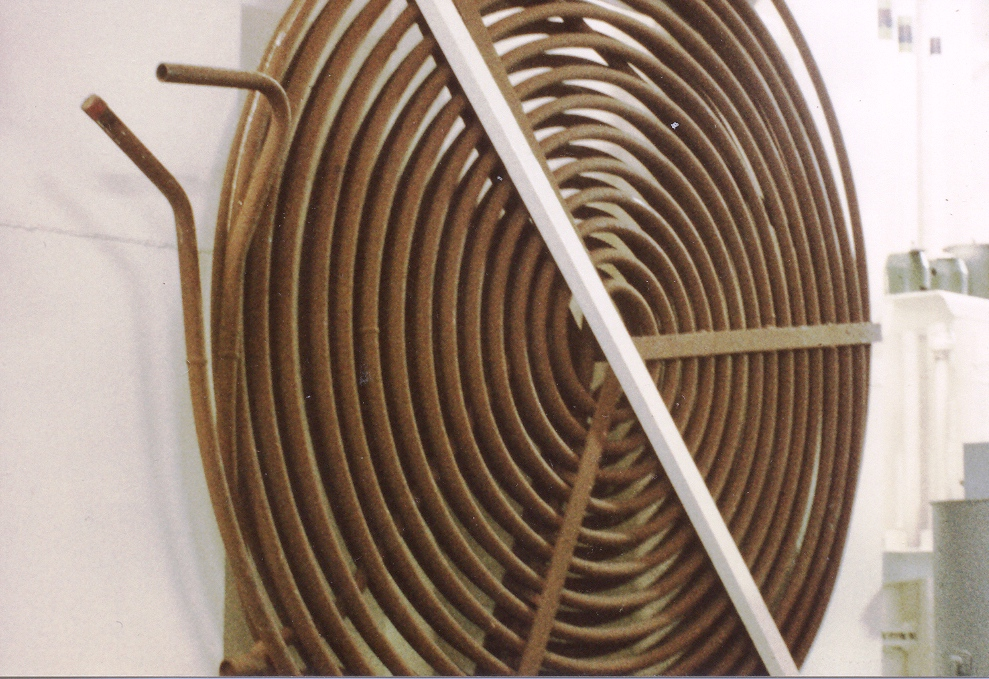
Eine Rohrschlange eines Wasserrohr-Abgaskessels (Typ La Mont) hängt als Reserve an der Wand des Maschinenraumes

Abgaskessel auf Schiffen nutzen die 250 – 400 °C heißen Abgase des Hauptdieselmotors aus, der den Propeller des Schiffes antreibt. Abgaskessel dienen zur Heizdampferzeugung, der vorwiegend zur Vorwärmung des Schweröls auf 120 – 135 °C verwendet wird. Außerdem wird der Dampf zur Beheizung der Schmierölseparatoren, zur Wohnraumheizung bzw. Klimatisierung und zur Warmwasserbereitung genutzt.
Die  Abgaskessel werden in der Regel im Druckbereich von 5 bis 9 bar betrieben, entweder  als Rauchrohrkessel oder als Wasserrohrkessel ausgeführt. Rippenrohrkessel spielen auf Grund der Verschmutzungsprobleme durch den Schwerölbetrieb nur noch eine untergeordnete Rolle. Die Wärmeübertragung erfolgt überwiegend durch Konvektion, der Strahlungsanteil ist gering. Nach der Art der Wasserführung unterscheidet man Naturumlaufkessel und Zwangsumlaufkessel, abhängig von der Rauchgasführung wird unterschieden zwischen dem Rauchrohrkessel oder Wasserrohrkessel.
Bei Schiffen mit hohen Motorleistungen erfolgt eine weitergehende Abgasnutzung, um mit Einsatz eines Dampfturbogenerators Strom zu erzeugen. Der Abgaskessel erhält dann häufig eine zusätzliche Heizfläche zur Dampfüberhitzung, den Überhitzer. Oft wird außerdem eine Vorwärmerheizfläche installiert, um das Speisewasser vorzuwärmen.